# Coelichneumon ophiusae
Coelichneumon ophiusae là một loài tò vò trong họ Ichneumonidae.